# (2259) Sofievka
(2259) Sofievka est un astéroïde de la ceinture principale.

## Description
(2259) Sofievka est un astéroïde de la ceinture principale. Il fut découvert le 19 juillet 1971 à Naoutchnyï par Bella Bournacheva. Il présente une orbite caractérisée par un demi-grand axe de 2,29 UA, une excentricité de 0,19 et une inclinaison de 4,7° par rapport à l'écliptique.

## Compléments